# Explorer 23
Explorer 23 byla vědecká družice NASA, zaměřená na studium mikrometeoroidů a jejich účinků na systémy umělých kosmických těles. Patřila do série S-55, kam patřily Explorer 13 a Explorer 16. Z této série šlo o poslední družici.

## Mise
Start se konal 6. listopadu 1964 na Wallops Island. Pomocí nosné rakety Scout X-1 byl Explorer 23 umístěn na nízkou oběžnou dráhu s perigeem 451 km a apogeem o 865 km. Družice pracovala po celou dobu své životnosti. Spojení bylo oficiálně ukončeno v listopadu 1965. Dráha družice se postupně snižovala až 29. června 1983 vstoupila do atmosféry a zanikla.

## Popis
Konstrukce byla téměř shodná s ostatními Explorery řady S-55. Tělo družice bylo tvořeno posledním stupněm rakety Scout kolem nějž byly umístěny detektory a přístrojové vybavení. Celková délka byla 2,34 metru, byla tedy delší než předchozí Explorery S-55. Průměr však měla stejný, 0,61 metru. Elektrická energie byla dodávána fotovoltaickými články. Po obvodu bylo umístěno několik sad detektorů mikrometeoroidů. Družice byla osazena téměř stejnými detektory jako předchozí družice S-55 (viz Explorer 13#Popis). Navíc zde byly umístěny dva kondenzátorové detektory. Účelem těchto detektorů bylo stanovit, zda má kosmické záření nějaký vliv na kondenzátory v elektrických obvodech ostatních detektorů. V laboratorních podmínkách bylo zjištěno, že se elektrony z kosmického záření mohou shromažďovat v kondenzátorech a vytvářet tak falešné impulzy. Během činnosti družice byly zaznamenány dvě vybití jednoho z kondenzátorů, druhý se nevybil ani jednou. Z těchto výsledků bylo stanoveno, že kosmické záření má zanedbatelný vliv na činnost ostatních detektorů.